# Ayres de Saldanha
Aires de Saldanha, ou Ayres de Saldanha como era uso na sua época, foi comendador e alcaide-mor de Soure na Ordem de Cristo, comendador de São Martinho de Lagares e de Sabacheira, Mestre de Campo de um Terço de Infantaria no Alentejo e morreu na batalha de Montijo.
Foi um dos "40 Conjurados da Restauração da Independência de Portugal contra o governo castelhano, dito espanhol. E sua presença consta no 1.º "Auto do Levantamento e Juramento d' El-Rei Dom João IV" (de fidelidade) realizado no dia 15 de Dezembro de 1640 e assim como no seguinte, solenemente confirmando-o, em 28 de Janeiro de 1641.

## Dados genelógicos
Neto do seu homónimo Aires de Saldanha vice-rei da Índia, era filho de António de Saldanha, o Cativo, e de D. Joana de Vilhena, filha de António da Costa.
Casou com:
- D. Isabel () da Silva, filha de António Saldanha de Santo Amaro de Oeiras e de D. Maria da Silva e Gama.

Teve:
- António Francisco de Saldanha, sem geração.
- Luís de Saldanha de Albuquerque
- João de Saldanha de Albuquerque
- Maria Teresa de Saldanha, carmelita descalça.
- Joana de Saldanha, carmelita descalça